# Alexander Solomon Wiener
Alexander Solomon Wiener (* 16. März 1907 in Brooklyn, New York City, New York; † 6. November 1976 in New York) war ein US-amerikanischer Serologe. Er entdeckte 1937 zusammen mit  Karl Landsteiner den Rhesusfaktor, eine agglutinable Blutkörpercheneigenschaft.

## Leben
Alexander Wiener war der Sohn von George Wiener, einem Rechtsanwalt, der 1903 aus dem Russischen Kaiserreich eingewandert war, und seiner Frau Mollie (Zuckerman) Wiener. Er ging in Brooklyn zur Schule und machte mit 15 Jahren seinen High-School-Abschluss. Obwohl er ein begabter Mathematiker war und ein Stipendium zum Mathematikstudium an der Cornell University erhielt, wandte er sich der Biologie zu und erhielt 1926 ein  Bachelor-Diplom in diesem Fach. Anschließend studierte er Medizin am Long Island College of Medicine und erwarb 1930 den M. D.-Titel. Seine Verwandtschaft zu Norbert Wiener ist unklar.
Während seines Medizinstudiums befasste er sich bereits mit Blutgruppenforschung am Jüdischen Krankenhaus von Brooklyn – er blieb sein ganzes berufliches Leben lang mit der Einrichtung verbunden. Dort war er von 1930 bis 1932 Assistenzarzt und von 1933 bis 1935 als Leiter der Abteilung für Genetik und Biometrik tätig und leitete bis 1952 die Abteilung für Bluttransfusionen. Seit 1932 betrieb er eine eigene Praxis und gründete 1935 das „Wiener Laboratorium für klinische Pathologie und Blutgruppenbestimmung“. 1938 wurde er Mitglied der Abteilung für forensische Medizin an der New York University School of Medicine, wo er ab 1968 Professor war. Seit den 1930er Jahren arbeitete er mit dem Büro des  amtlichen Leichenbeschauers von New York City zusammen. 1932 heiratete Wiener Gertrude Rodman, mit der er zwei Töchter hatte. 1946 erhielt er den Albert Lasker Award for Clinical Medical Research und 1975 den William Allan Award. 1970 wurde Alexander Wiener zum Mitglied der Leopoldina gewählt. Er starb am 6. November 1976 in New York an Leukämie.

## Wichtige Beiträge auf dem Gebiet der Hämatologie

### Der „Blut-Fingerabdruck“
Wiener begann seine Zusammenarbeit mit Landsteiner mit 23 Jahren, kurz nachdem er seine Arbeit am Jüdischen Krankenhaus in Brooklyn begonnen hatte. Zu Beginn der Zusammenarbeit waren sie vorwiegend mit dem M-Faktor befasst, von dem sie herausfanden, dass er eigentlich aus fünf unterschiedlichen Faktoren besteht.
Dies ermutigte sie in ihren Bestrebungen, einen „Blut-Fingerabdruck“ zu erstellen, d. h. ein einzigartiges Blutprofil, das in Rechtsstreitigkeiten und in Kriminalfällen genutzt werden konnte. Wiener war Pionier in der Art von Bluttest, die heute im DNA-Zeitalter Allgemeingut ist. Neben seiner Arbeit in seinem Labor in Brooklyn leistete Wiener auch beträchtliche Arbeit in einem Labor in Manhattan, wo er sich auf Forensik konzentrierte und die Polizei bei zahlreichen Ermittlungen durch Blutanalysen von Verdächtigen bzw. von von diesen hinterlassenen  Spuren unterstützte.
Viele Artikel und Kapitel in Kriminalgeschichten handelten von Wieners Arbeit als Kriminologe. Zusammen mit seinem Vater, dem Rechtsanwalt George Wiener, half er bei der Erarbeitung neuer Gesetze, welche die neuesten wissenschaftlichen Fortschritte bei der Blutidentifizierung berücksichtigten. Er war Mitglied des Rechtsausschusses des amerikanischen Medizinerverbandes, der Bluttestgesetze in allen US-Staaten unterstützte, und Mitautor seines Berichts aus dem Jahr 1935. Auch in vielen Vaterschaftsprozessen war er als Gutachter tätig.

### Rhesusfaktor
Als Wiener und Landsteiner 1937 den Rhesusfaktor entdeckten, erkannten sie nicht sofort seine Bedeutung. Er wurde lediglich als ein weiterer Faktor angesehen, nicht sehr viel anders als die Faktoren M, N oder P, also brauchbar für den „Fingerabdruck“, aber ohne weitergehende Bedeutung. Doch bald fand Wiener heraus, dass der neuentdeckte Blutfaktor mit Problemen bei der Bluttransfusion zu tun hatte. Obwohl bei der ersten Übertragung von Rh-positivem Blut an einen Empfänger mit Rh-negativem Blut kein Schaden eintritt, werden Antikörper erzeugt, die eine zweite Blutübertragung sehr gefährlich machen.
Zum Zeitpunkt von Wieners und Landsteiners Veröffentlichung 1940 konnte Wiener zeigen, dass die Rh-Allergisierung als Ursache von hämolytischen Reaktionen zwischen den Gruppen anzusehen ist.
Parallel zu Philip Levines unabhängiger Arbeit, die dazu beitrug, den Rhesusfaktor als Hauptursache für Morbus haemolyticus neonatorum (genannt auch fetale Erythroblastose) zu identifizieren, konnte Wiener eine Hauptursache für Kindersterblichkeit beheben. Seine Methode, die er Blutaustauschtransfusion nannte, bestand in einem vollständigen Austausch des Blutes des betroffenen Babys, worüber er um 1945 berichtete. Heute gibt es weniger extreme Methoden zur Behandlung der Krankheit, zum damaligen Zeitpunkt wurden damit über 200.000 Leben gerettet.

### Nomenklatur und Genetik
In seiner späteren Arbeit war Wiener mit der Untersuchung der Genetik des Rhesusfaktors befasst. Hierbei wurde er in eine Kontroverse verwickelt, da es eine alternative Theorie – die CDE-Nomenklatur von Robert Russell Race und Ronald Aylmer Fisher gab, die etwas leichter zu verstehen war.
Wieners Theorie besagt, dass die Vererbung des Rhesusfaktors wie folgt gesteuert wird: Es gibt einen Rh-Genlocus, bei dem ein Rh-Gen vorkommt, aber dieses Gen hat mehrfache Allele. So produziert beispielsweise ein Gen Rh1 ein Agglutinogen Rh1, das aus den drei Faktoren rh', Rh(o) und hr' ' besteht. Die drei Faktoren entsprechen jeweils C, D und e im CDE-System. Das d-Gen gibt es in Wieners Theorie nicht, und es ist tatsächlich bewiesen worden, dass es gar nicht existiert. Es ist sogar in jüngster Zeit bewiesen worden, dass es zwei miteinander verbundene Gene gibt, von denen eines mehrfache Ausprägungen hat, wie Wiener vermutete. Obwohl er unrecht hatte, als er vermutete, es handele sich nur um ein Gen, so hat sich das Prinzip, dass ein einzelnes Gen mehrfache Allele haben kann, als wahr herausgestellt, eine revolutionäre Idee zur damaligen Zeit.

## Schriften
- mit Irving B. Wexler: Die Vererbung der Blutgruppen. Thieme, Stuttgart 1960.
- mit Irving B. Wexler: Erythroblastosis foetalis und Blutaustausch. Thieme, Stuttgart 1950.
- Rh-Hr-Syllabus, Die Typen und ihre Anwendung. Thieme, Stuttgart 1955.
- Rh-Syllabus, Aus dem serologischen Laboratorium des Chefs des Gesundheitsdienstes der Stadt New York und der Bluttransfusionszentrale des Jüdischen Spitals von Brooklyn N.Y. Thieme, Stuttgart 1949.